# Лукино (Урицкий район)
Лукино — деревня в Урицком районе Орловской области России.
Входит в состав Архангельского сельского поселения.

## География
Расположена юго-восточнее железнодорожной станции Шахово. Южнее деревни находится большой пруд.
Рядом с Лукино проходит просёлочная дорога, ответвляющаяся в улицу Овражную.

## Население
| 2010 |
| ---- |
| 10   |